# Втора гръцка република
Втората гръцка република (на гръцки: Βʹ Ελληνική Δημοκρατία) просъществува от 1924 г. до 1935 г., след което е възстановена монархията.
Втората гръцка република е пряко следствие от краха на мегали идеята в т.нар. малоазийска катастрофа.
След 1926 г. в Гърция са публикувани няколко закона за задължително преименуване на всички селища и градове в отражение на последователна държавна политика след 1922 г., когато Гърция изселва турското население и колонизира Беломорска Тракия със свои бежанци от Мала Азия. Изследователите на темата констатират, че елинизирането на топонимите е предприето като стъпка за създаване на колективно етническо съзнание. Според Института за новогръцки изследвания в Атина 4413 селища са сменили названията си със закон през периода 1913–1996 г. Сред тях преобладават тези, където има население с чужд етнически произход - най-вече славянски.
Всичко по време на втората гръцка република е обсебено от появилия се национален разкол. Последен удар върху втората гръцка република нанася голямата депресия.